# دروند دو (مقاطعة غيلانغرب)
دروند دو (بالإنجليزية: Darvand-e Do)‏ هي مستوطنة تقع في قسم ديره الريفي في إيران. يقدر عدد سكانها بـ 88 نسمة .